# Đối tượng vật lý

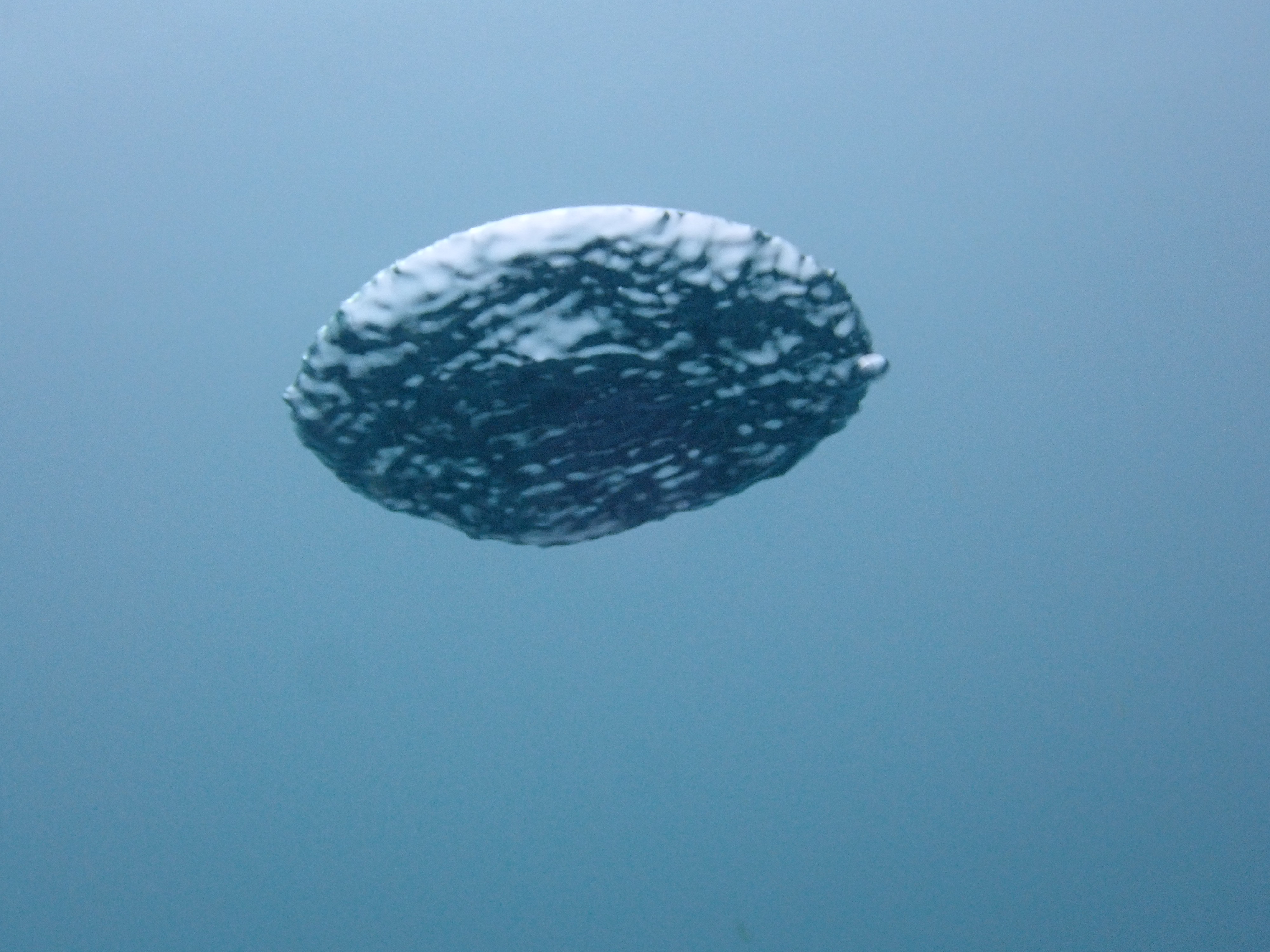
Một bong bóng khí trong nước

Theo cách sử dụng thông thường, một đối tượng vật chất hoặc vật thể vật lý (hoặc đơn giản là một vật thể hay hiện vật) là một tập hợp vật chất trong một ranh giới tiếp giáp xác định trong không gian ba chiều.   Ranh giới này phải được định nghĩa và xác định do các thuộc tính của vật liệu. Ranh giới có thể thay đổi theo thời gian. Ranh giới thường là bề mặt hữu hình hoặc hữu hình của đối tượng. Vật chất trong đối tượng bị ràng buộc (ở mức độ lớn hơn hoặc thấp hơn) để di chuyển như một đối tượng. Ranh giới này có thể di chuyển trong không gian so với các đối tượng khác mà nó không được gắn vào (thông qua tịnh tiến và xoay). Ranh giới của một đối tượng cũng có thể biến dạng và thay đổi theo thời gian theo những cách khác.
Cũng trong cách sử dụng thông thường, một đối tượng không bị hạn chế bao gồm cùng một tập hợp vật chất. Nguyên tử hoặc bộ phận của một vật thể có thể thay đổi theo thời gian. Một đối tượng được xác định bởi sự biểu diễn đơn giản nhất của ranh giới phù hợp với các quan sát. Tuy nhiên, các định luật vật lý chỉ áp dụng trực tiếp cho các đối tượng bao gồm cùng một tập hợp vật chất. Trong vật lý, một vật thể là một tập hợp vật chất có thể xác định được, có thể bị giới hạn bởi một ranh giới có thể xác định được và có thể di chuyển như một đơn vị bằng cách tịnh tiến hoặc xoay, trong không gian 3 chiều.
Mỗi đối tượng có một bản sắc duy nhất, độc lập với bất kỳ thuộc tính nào khác. Hai đối tượng có thể giống hệt nhau, trong tất cả các thuộc tính ngoại trừ vị trí, nhưng vẫn có thể phân biệt được. Trong hầu hết các trường hợp, ranh giới của hai đối tượng có thể không trùng nhau tại bất kỳ thời điểm nào. Các thuộc tính định danh cho phép có thể đếm các đối tượng này. Ví dụ về các mô hình của các vật thể vật lý bao gồm, nhưng không giới hạn trong một hạt, một số tương tác cơ nhỏ hơn (hạt hoặc khác), và cơ học môi trường liên tục.
Quan niệm phổ biến về các vật thể vật lý bao gồm chúng có sự mở rộng trong thế giới vật lý, mặc dù có tồn tại các lý thuyết về vật lý lượng tử và vũ trụ học có thể thách thức  này. Trong vật lý hiện đại, "mở rộng" được hiểu theo nghĩa của không thời gian: nói gần đúng thì nó có nghĩa là trong một khoảnh khắc nhất định của thời gian cơ thể có một số vị trí trong không gian, mặc dù không nhất thiết là một điểm. Một vật thể vật lý nói chung được coi là có các tính chất định lượng như khối lượng, động lượng, điện tích, các đại lượng bảo toàn khác và có thể cả các đại lượng khác. Một đối tượng có thành phần đã biết và được mô tả trong một lý thuyết vật lý đầy đủ là một ví dụ về hệ thống vật lý.